# Copelatus ipiformis
Copelatus ipiformis är en skalbaggsart som beskrevs av Régimbart 1895. Copelatus ipiformis ingår i släktet Copelatus och familjen dykare. Inga underarter finns listade i Catalogue of Life.